# Onthophagus woroae
Onthophagus woroae là một loài bọ cánh cứng trong họ Bọ hung (Scarabaeidae).